# Live in London (album Judas Priest)
Live in London – album zespołu Judas Priest. Został wydany 8 kwietnia 2003 roku nakładem wytwórni SPV.

## Lista utworów

### CD 1
1. "Metal Gods"
2. "Heading Out To The Highway" (bonus)
3. "Grinder" (bonus)
4. "Touch Of Evil"
5. "Blood Stained"
6. "Victim Of Changes"
7. "The Sentinel" (bonus)
8. "One On One"
9. "Running Wild"
10. "Ripper"
11. "Diamonds And Rust"
12. "Feed On Me"
13. "The Green Manalishi" (bonus)

### CD 2
1. "Beyond The Realms Of Death"
2. "Burn In Hell"
3. "Hell Is Home"
4. "Breaking the Law"
5. "Desert Plains"
6. "You've Got Another Thing Coming"
7. "Turbo Lover"
8. "Painkiller"
9. "Hellion/Electric Eye"
10. "United"
11. "Living After Midnight"
12. "Hell Bent For Leather"

## Twórcy
- Tim Owens – wokal
- K.K. Downing – gitara
- Glenn Tipton – gitara
- Ian Hill – gitara basowa
- Scott Travis – perkusja